# Малиновец (Новгородская область)
Малиновец — деревня в Боровичском муниципальном районе Новгородской области, относится к Волокскому сельскому поселению.

## География
Деревня находится в 19 км к северо-западу от административного центра поселения — деревни Волок, на правом берегу реки Мста, в месте впадения в неё Любытинского ручья, в 1,5 км северо-западнее моста на железнодорожной линии Окуловка — Неболчи, проложенной здесь при обороне Ленинграда во время Великой Отечественной войны в 1941 году. На противоположном берегу расположен посёлок Топорок, с которым деревню соединяет подвесной мост. Неподалёку, в 1 км к северо-востоку от железнодорожного разъезда Трубец, что находится в 5,5 км к северу от Малиновца, 1 км к северо-востоку от разъезда находится карьер «Малиновец» Малиновецкого месторождения огнеупорных глин для металлургической промышленности.
Малиновец — самый западный населённый пункт Боровичского района (находится у административной границы с Окуловским и Любытинским районами Новгородской области).

## История
В 1911 году деревня Малиновец (жителей — 196, дворов — 120), что находилась на земле Малиновецкого сельского общества, деревня Малиновец (жителей — 5, дворов — 3) А. М. Малиновского и усадьба Малиновец (жителей — 6, дворов — 6) гр. Дю-Муарон и Конради относились к Десято-Пятницкой волости Боровичского уезда Новгородской губернии, там имелись мелочные и казённые винные лавки, постоялый двор, лесопилки, земская школа и часовня. По постановлению ВЦИК от 3 апреля 1924 Десято-Пятницкая волость была присоединена к Волокской волости уезда. Население деревни Малиновец по переписи населения 1926 года — 310 человек. Затем, с августа 1927 года, деревня центр Малиновецкого сельсовета новообразованного Боровичского района новообразованного Боровичского округа в составе переименованной из Северо-Западной в Ленинградскую области. В декабре 1928 года деревня Малиновец передана из Боровичского района в состав Окуловского района, Малиновецкий сельсовет был упразднён, а деревня вошла в состав Топорковского сельсовета. По постановлению ЦИК и СНК СССР от 23 июля 1930 года Боровичский округ был упразднён, а район перешёл в прямое подчинение Леноблисполкому. Указом Президиума Верховного Совета СССР от 5 июля 1944 года была образована Новгородская область и Боровичский район вошёл в её состав.
Во время неудавшейся всесоюзной реформы по делению на сельские и промышленные районы и парторганизации, в соответствии с решениями ноябрьского (1962 года) пленума ЦК КПСС «о перестройке партийного руководства народным хозяйством» с 10 декабря 1962 года и сельсовет и деревня вошли в крупный Окуловский сельский район, а 1 февраля 1963 года административный Окуловский район был упразднён. Пленум ЦК КПСС, состоявшийся 16 ноября 1964 года, восстановил прежний принцип партийного руководства народным хозяйством, после чего Указом Верховного Совета РСФСР от 12 января 1965 года сельские районы были преобразованы вновь в административные районы и решением Новгородского облисполкома от 12 января 1965 года и Топорковский сельсовет и деревня вновь в Окуловском районе.
Решением Новгородского облисполкома № 30 от 14 января 1966 года Малиновец Топорковского сельсовета Окуловского района был передан в состав Волокского сельсовета Боровичского района.
После прекращения деятельности Волокского сельского Совета в начале 1990-х стала действовать Администрация Волокского сельсовета, которая была упразднена с 1 января 2006 года на основании постановления Администрации города Боровичи и Боровичского района от 18 октября 2005 года и деревня Малиновец, по результатам муниципальной реформы входит в состав муниципального образования — Волокское сельское поселение Боровичского муниципального района (местное самоуправление), по административно-территориальному устройству подчинена администрации Волокского сельского поселения Боровичского района.

## Население
| 1989 | 2002 | 2006 | 2008 | 2009 | 2010 |
| ---- | ---- | ---- | ---- | ---- | ---- |
| 53   | ↘25  | ↗29  | ↘19  | →19  | ↗21  |

По переписи населения 2002 года, в деревне Малиновец проживали 25 человек (все русские)